# Abboten 1

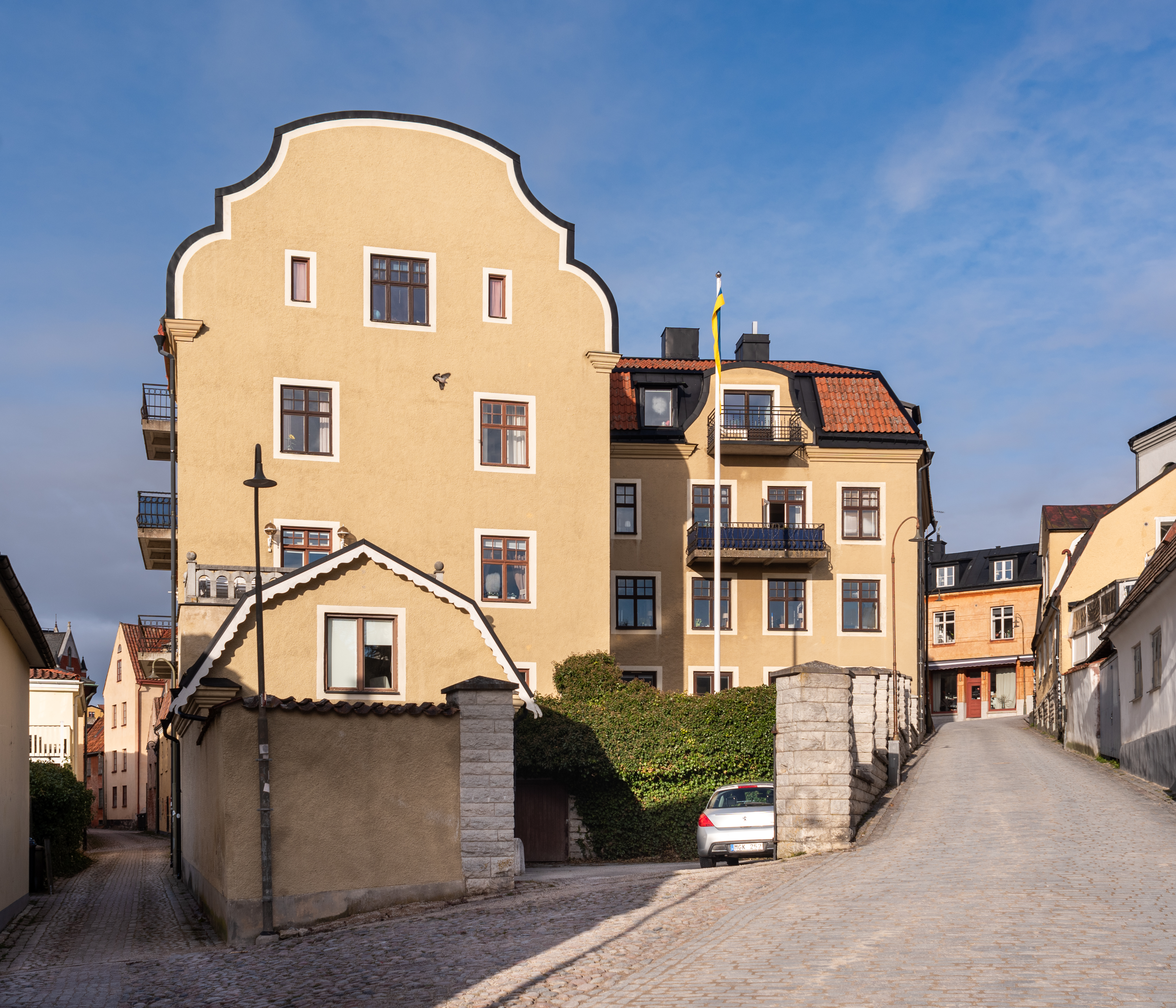
Fastigheten i april 2024 sedd från söder med huvudbyggnaden och det lägre, tidigare stallet som är ihopbyggt med huvudbyggnaden.

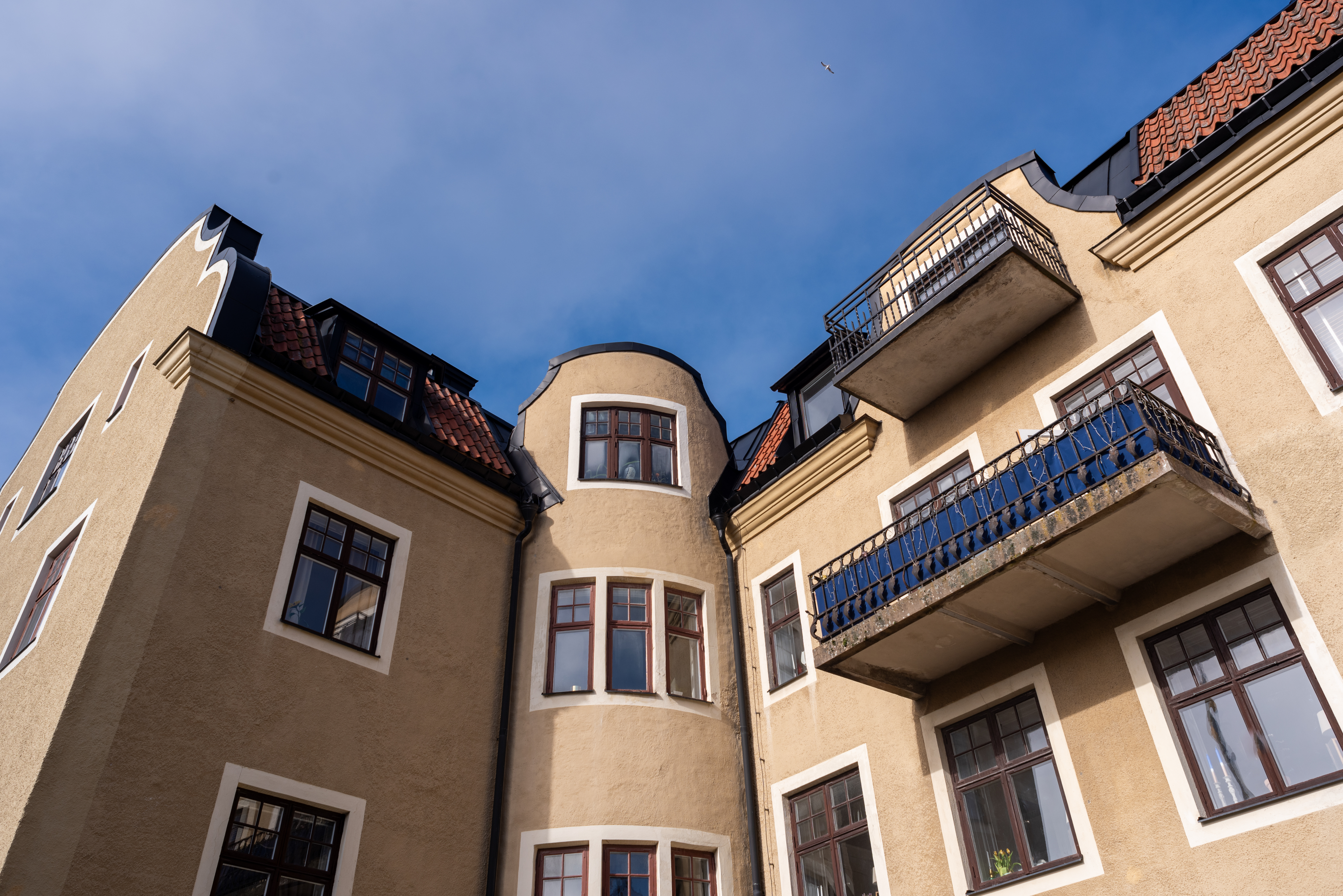
Fasaden mot Hästgatan.

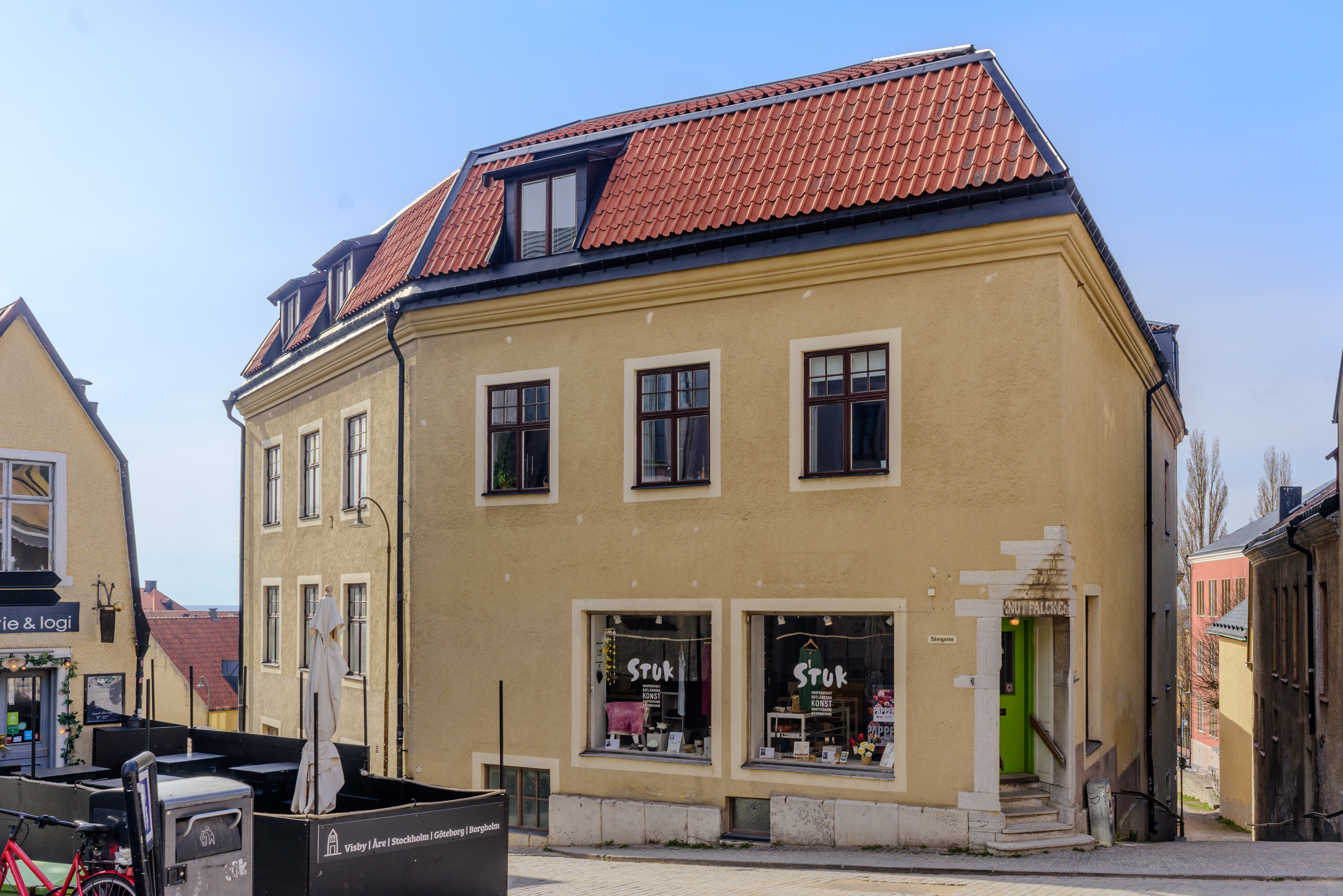
Fasaden mot Wallérs plats.

Abboten 1 är en kulturhistorisk värdefull fastighet i centrala Visby uppförd i jugendinspirerad arkitektur 1906 efter ritningar av E Öfverberg och K Romin. Fastigheten upptar hela det triangelformade kvarteret Abboten som gränsar till Wallérs plats i öster, Hästgatan i söder, Stettinergränd i nordväst och Bremergränd i nordost.

## Historik
Fastigheten var på 1600-talet bebyggd med ett stenhus med tillhörande ladugård samt innehöll trädgård och gårdsrum. I dokument från 1785 noterades bryggaren Pehr Norsell som ägare till tomten och det fanns då ett stenhus i två våningar samt ett brygghus av sten, båda med tegeltak. Det fanns också ytterligare ekonomibyggnader. Stenhuset som nämndes var sannolikt det medeltida stenhus vars murverk delvis är bevarad i det nuvarande bostadshusets nordöstra del. I huvudsak har fastigheten genom tiderna ägts av handelsmän.
Det nuvarande bostadshuset uppfördes 1906 och utgör kvarterets norra del. Huset rymmer både bostäder och affärslokaler i bottenvåningen mot norr. Fastighetens södra del fungerar som parkering och innergård och avskärmas från gatan av en putsad mur i väster och en lägre kalkstensmur med pelare och smidesgaller åt Hästgatan i söder. Ihopbyggt med huvudbyggnaden finns i söder även ett tidigare stall som nu inrymmer garage och bostäder. Huset har tidigare varit känt som Falckska huset och Möllerska huset.

## Kulturhistoriskt skydd
Sedan 1995 är fastigheten ett byggnadsminne.